# Avowed
Avowed est un jeu vidéo de rôle développé par Obsidian Entertainment et publié par Xbox Game Studios, sorti le 18 février 2025 sur Microsoft Windows et Xbox Series. Avowed se déroule dans le même univers que Pillars of Eternity, dans le monde d'Eora.

## Système de jeu
Avowed est un jeu de rôle à la première personne qui se déroule dans le monde d'Eora, le même décor que la série Pillars of Eternity. Bien qu'Avowed se déroule dans le même univers que Pillars of Eternity, le gameplay n'est pas le même, et il n'y a aucun contact avec la série Pillars of Eternity en termes d'histoire. Avowed est un RPG pouvant se jouer à la première personne et à la troisième personne. Il n'est donc pas un RPG isométrique comme le reste de la série Pillars of Eternity.

## Développement
La production du jeu démarre en 2018. L'équipe dirigeante d'Obsidian Entertainment, qui cherche alors à vendre le studio, le « pitche » à ses acquéreurs potentiels comme l'œuvre maîtresse d'Obsidian, un mélange entre Destiny et Skyrim. Lorsque le groupe Microsoft acquiert le studio plus tard dans l'année, Avowed devient ainsi son premier projet de grande ampleur (AAA) sous l'ère Microsoft.
Obsidian Entertainment révèle le développement d'Avowed lors de l'émission Xbox Games Showcase en juillet 2020. À l'époque, la production est pourtant troublée et connaît plusieurs revirements créatifs : elle crée jusqu'à deux « tranches verticales » (des prototypes avancés, visant à rendre compte de la plupart des aspects importants du jeu), et coupe le contenu multijoueur qui avait déjà été développé. Quelques mois plus tard, en janvier 2021, le jeu subit finalement un redémarrage créatif (un « reboot »), et la scénariste et narrative designer Carrie Patel est nommée à la tête de cette nouvelle version, avec pour objectif de produire une troisième tranche verticale. À l'époque, l'équipe comporte 80 employés. Sous la direction de Patel, les développeurs s'affairent particulièrement à enrichir le scénario et l'univers de jeu, tirés de Pillars of Eternity, et à remplacer le monde ouvert par des zones de jeu plus denses et à l'identité plus marquée, sur le modèle de leur jeu précédent The Outer Worlds.
À la suite de ces changements créatifs, le jeu est ré-annoncé en 2023, avec une date de sortie prévue pour l'automne 2024. Celle-ci est finalement décalée à février 2025. Après des retards, le jeu sort finalement le 18 février 2025.

## Accueil

### Critiques
Avowed reçoit un accueil favorable de la presse, recueillant entre 79 et 80/100 sur l'agrégateur Metacritic.

### Ventes
Selon des estimations réalisées par mindGame, Avowed a attiré environ 5,9 millions de joueurs durant son premier mois, en incluant les abonnés au Xbox Game Pass. Par ailleurs, durant cette même période, le jeu a connu un pic à quasiment 20 000 joueurs simultanés sur Steam,.